# Bundesrealgymnasium Schloss Wagrain

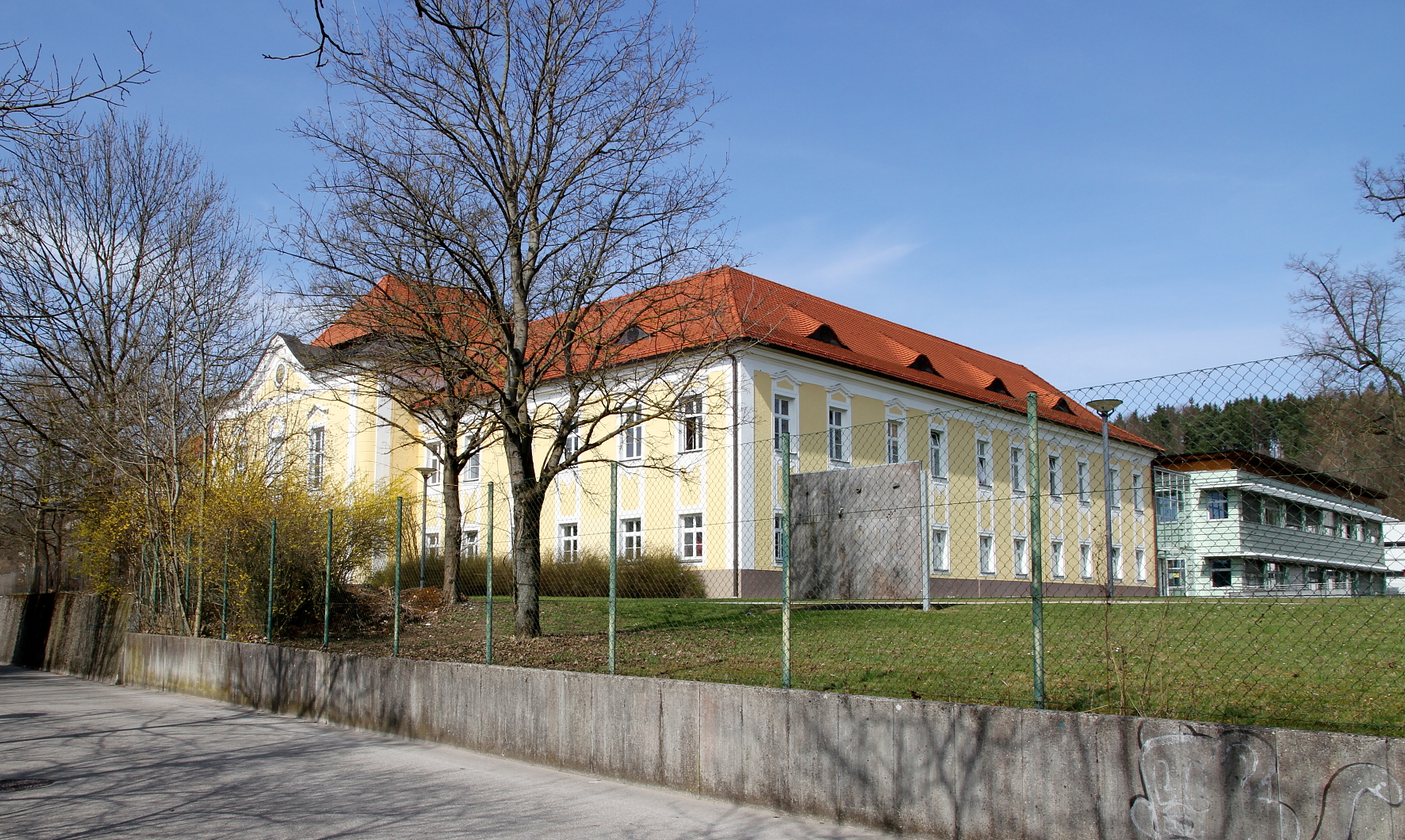
Das Schloss Wagrain von der Rückseite aus gesehen

Das Bundesrealgymnasium Schloss Wagrain ist eine Allgemeinbildende Höhere Schule (AHS) in der oberösterreichischen Stadtgemeinde Vöcklabruck. Das namensgebende Schulgebäude ist das historische Schloss Wagrain.

## Geschichte
Im Oktober 1950 wurde aufgrund von Bestrebungen der Gemeinde Vöcklabruck ein erstes Realgymnasium als Expositur des Realgymnasiums Gmunden im Schloss Wagrain eingerichtet. Mit Wirkung zum 1. Jänner 1958 wurde das Realgymnasium Vöcklabruck zur selbständigen Bildungseinrichtung erhoben.
Im Oktober 1969 wurde im ehemaligen Schlosspark ein weiteres Schulgebäude errichtet, welches heute vom Bundesgymnasium Vöcklabruck genutzt wird. Das heutige Bundesrealgymnasium und das Bundesgymnasium bestanden damals als eine gemeinsame Schule und diese war in den 1980er-Jahren das größte staatliche Gymnasium in Oberösterreich.
Im Jahr 1993 erfolgte die organisatorische Trennung der beiden Schulen und das Bundesrealgymnasium Schloss Wagrain wurde eine vom Bundesgymnasium Vöcklabruck unabhängige Schule.

## Schulbetrieb
Es handelt sich um eine öffentliche Schule, die von der Republik Österreich betrieben wird. Es ist kein Schulgeld vorgeschrieben.
Es werden vier Fremdsprachen sowie Latein angeboten, weiters gibt es in der Oberstufe den Pflichtgegenstand Ökonomie und einen Schwerpunkt auf Naturwissenschaften. Die Schule nimmt an mehreren Schulversuchen, darunter auch am Schulversuch Ethik statt Religion teil.
Weitere Besonderheiten sind die verkürzten Unterrichtseinheiten (nur 45 anstelle von 50 Minuten) und die sich daraus ergebende längere Pause am Vormittag (die als Campus bezeichnet wird), die für selbständiges Lernen genutzt werden soll sowie die sogenannten Portfolios. Hierbei handelt es sich um Projektarbeiten in einem bestimmten Fach, die ab dem zweiten Semester der ersten Klasse von allen Schülern verpflichtend erstellt werden müssen.
In der Schule wurden im Schuljahr 2014/15 insgesamt 676 Schüler von rund 80 Lehrern unterrichtet.

## Leitung
- seit ? Manfred Kienesberger